# 南庄老街

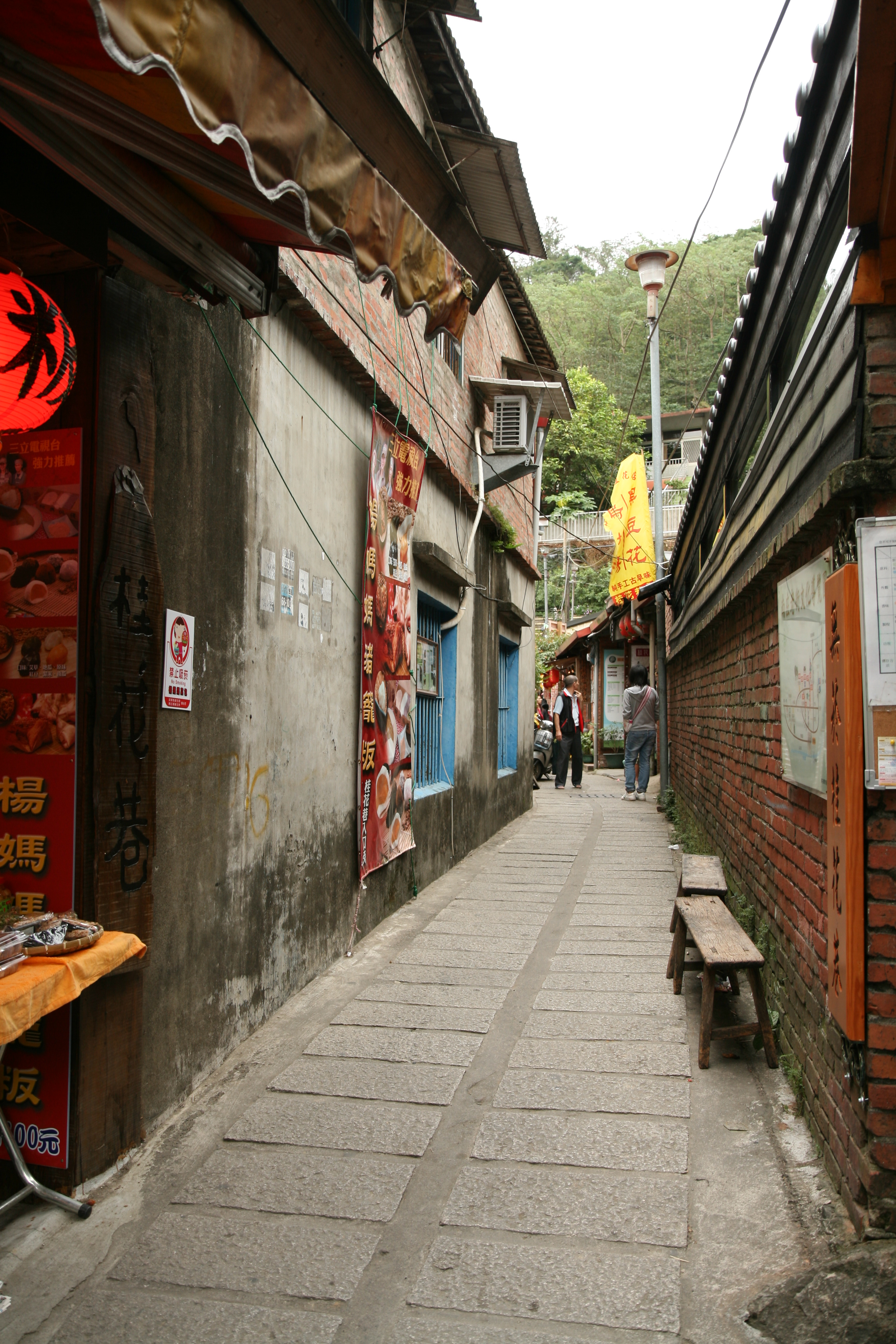
南庄老街桂花巷

南庄老街位於台灣苗栗縣南庄鄉鄉治所在地南庄聚落，當地居民以客家族群為主。具有濃濃的客家懷舊風味，每到假日，總是吸引眾多遊客造訪。主要的景點有永昌宮、老郵局、乃木崎、桂花巷及洗衫坑等。
傳統的老街範圍以中正路為主，兩旁商家林立。由於南庄曾經在1935年的關刀山大地震中受創嚴重，其後委由日本人規畫重建工程，造就了今日中正路兩旁多屬兩層樓日式木造建築的景觀。
桂花巷原本只是中正路一條小巷口麵店的名號，透過地方政府及當地業者的刻意營造，該巷及鄰近地區已成為遠近馳名的「桂花巷社區」，逐漸取代中正路而成為旅客所熟悉的南庄老街。
老街的主要小吃有客家粄食、客家菜、桂花釀、豬籠粄、狗薑粽、桂花冰鎮湯圓、桂花梅、擂茶、滷豆干等。

## 照片集錦

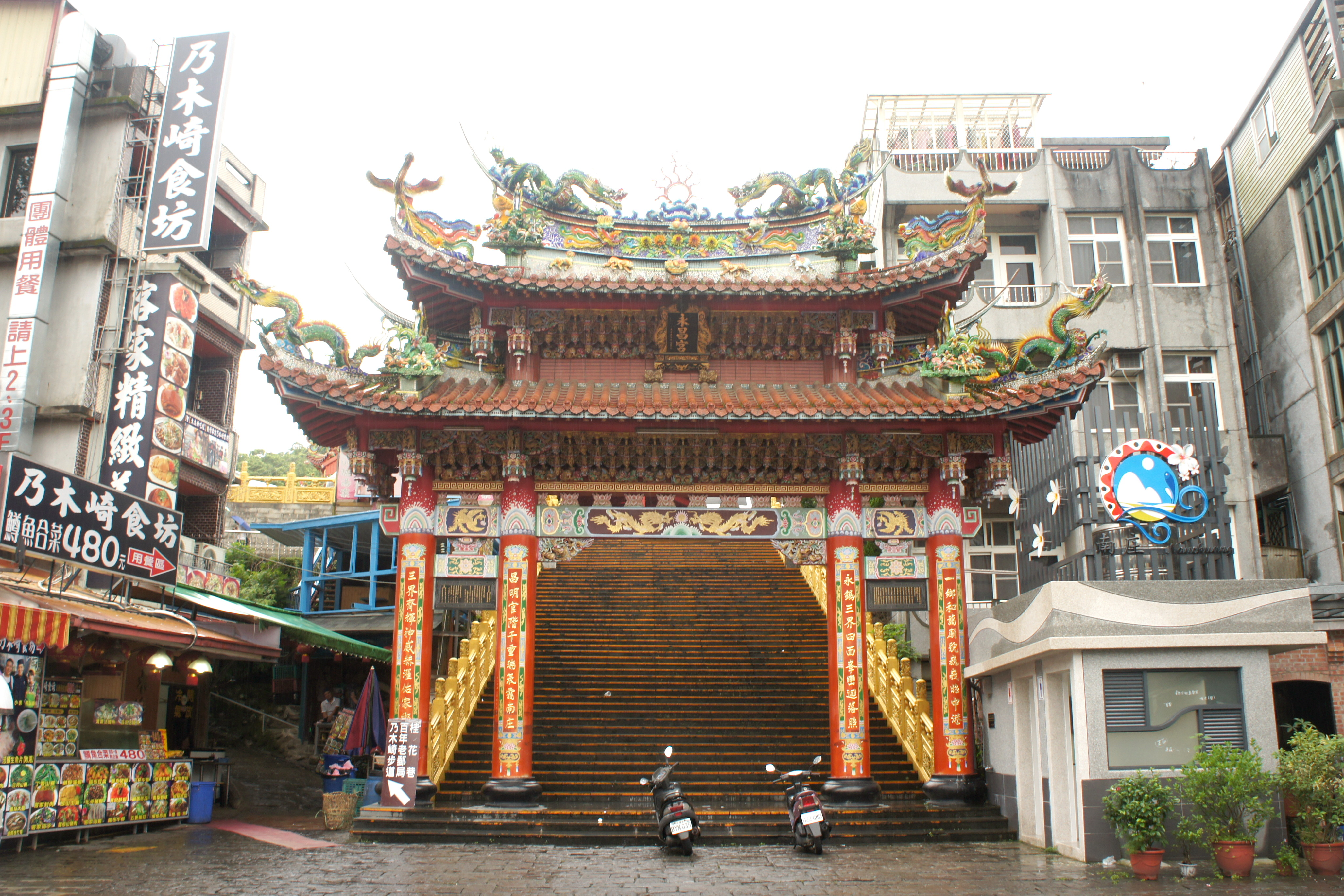
永昌宮的牌坊
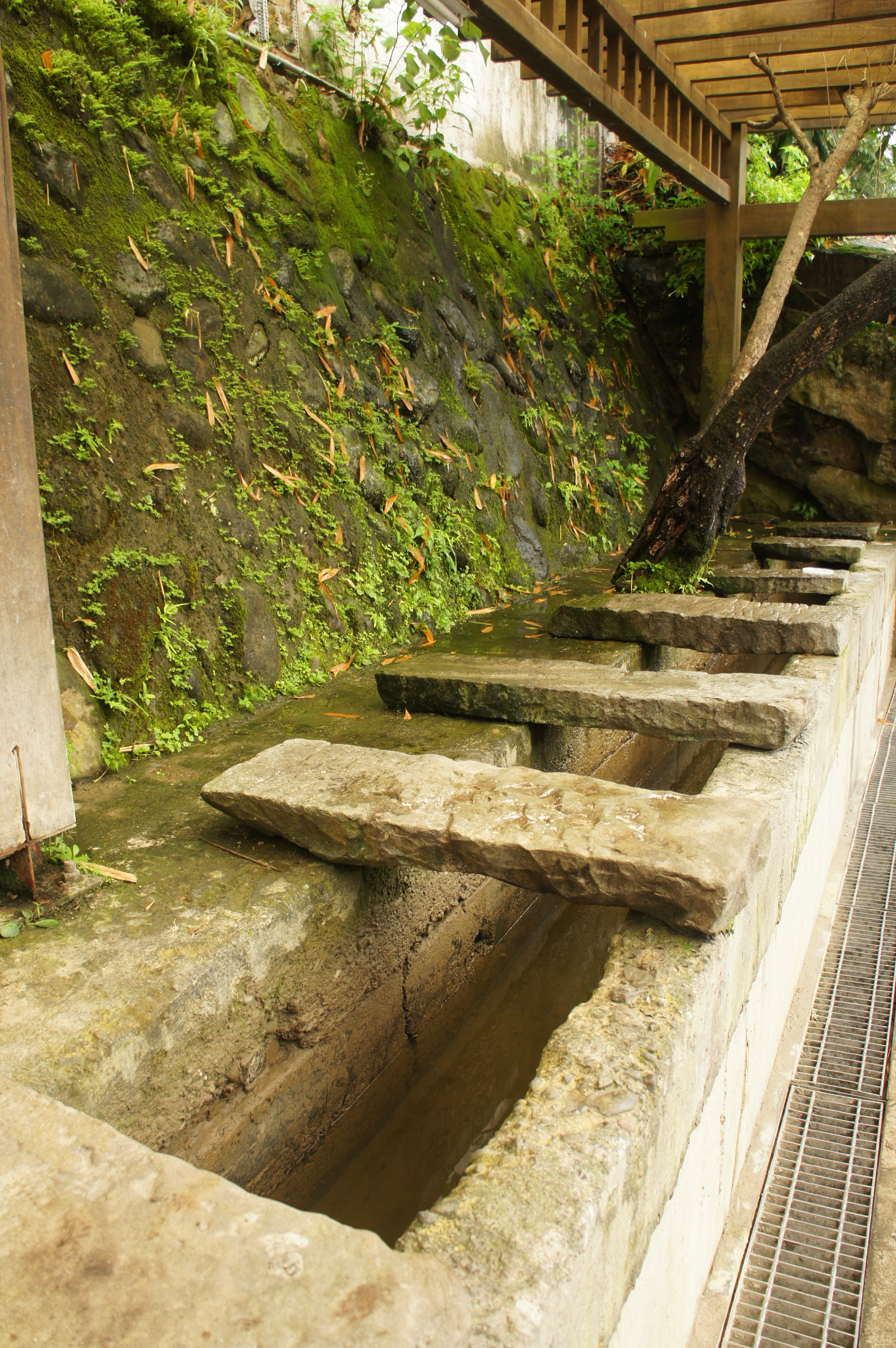
洗衫坑